# Nødtvedt-Nunatakker
Die Nødtvedt-Nunatakker sind eine Gruppe isolierter und bis zu 2070 m hoher Nunatakker im Königin-Maud-Gebirge der antarktischen Ross Dependency. Sie ragen 11 km ostnordöstlich des Mount Bjaaland inmitten des Amundsen-Gletschers auf.
Das Advisory Committee on Antarctic Names benannte sie 1967 nach Jacob Berthelsen Nødtvedt (1857–1918), einem Besatzungsmitglied des Forschungsschiffs Fram bei der Südpolexpedition (1910–1912) des norwegischen Polarforschers Roald Amundsen.